# 시가 나오야
시가 나오야(일본어: 志賀 直哉, しが なおや, 1883년 2월 20일~1971년 10월 21일)는 일본의 소설가이다. 메이지 시대부터 쇼와 시대까지 활동했으며, 무샤노코지 사네아쓰, 아리시마 다케오, 사토미 돈 등과 함께 시라카바파(일본어: 白樺派)의 주요 창설 일원 중 한 사람이다. "시가 문체"라는 독자적인 문체를 구축하였고, 주요 작품으로는 장편 소설 《암야행로》(暗夜行路), 단편인 《화해》(和解), 《꼬마점원의 신》(小僧の神様), 《기노사키에서》(城の崎にて) 등이 있다. 소설의 신(小説の神様)라고 불렸으며 많은 일본인 소설가들에게 영향을 끼쳤다.
다자이 오사무가 죽기직전 신랄하게 비판하였다.

## 저서
- 암야행로, 김환기 역
- 화해, 시사일본어사

연구서
- 시가 나오야, 김환기 저
- 일본문학과 종교 - 시가 나오야를 중심으로, 김청균 저